# Musée Colette
Le musée Colette est un musée consacré à l'écrivain Colette et situé dans son village natal, à Saint-Sauveur-en-Puisaye dans l'Yonne.

## Historique
Le musée Colette a été créé dans le château de Saint-Sauveur du XVIIe siècle dominant la maison natale de Colette, maison bourgeoise sise rue de l’Hospice - devenue rue Colette.
Dès 1974, Colette de Jouvenel dite Bel-Gazou, la fille de Colette, souhaite un musée à la mémoire de sa mère. Les propriétaires de son dernier appartement Palais-Royal à Paris ainsi que de sa maison natale ayant refusé de vendre, elle songe alors au château indivis et abandonné qui surplombe le village. Le mécénat de la GMF en 1986 et la donation en 1987 du fonds Colette par ses descendants à la commune propriétaire du château, aboutit à la création du musée qui ouvre en 1995.